# Chlorid europnatý
Chlorid europnatý je anorganická sloučenina s chemickým vzorcem EuCl2.

## Příprava
Chlorid europnatý lze připravit redukcí chloridu europitého plynným vodíkem při zvýšených teplotách:
2 EuCl3 + H2 → 2 EuCl2 + 2 HCl
Při reakci bezvodého chloridu europitého s tetrahydridoboritanem lithným v tetrahydrofuranu vzniká také chlorid europnatý:
2 EuCl3 + 2 LiBH4 → 2 EuCl2 + 2 LiCl + H2↑ + B2H6↑

## Vlastnosti
Chlorid europnatý je bílá pevná látka. Krystalizuje v ortorombické krystalové soustavě s prostorovou grupou Pbnm (Číslo 62) typu chloridu olovnatého. Při vyšší teplotě krystalizuje do kubické krystalové soustavy s prostorou grupou Fm3 (Číslo 202). Při ozáření ultrafialovým světlem, vykazuje chlorid europnatý světle modrou fluorescenci. Chlorid europnatý může tvořit žlutý amonný komplex EuCl2·8NH3 a může se rozpustit na světle nažloutlý EuCl2·NH3.
Chlorid europnatý může reagovat s hydridem europnatým v atmosféře vodíku při tlaku 120 bar za vzniku EuClH, který vykazuje zelenou fluorescenci. Dihydrát je bílá pevná látka, která na denním světle světle modře fosforeskuje. Je velmi citlivý na oxidaci a vzduch a krystalizuje v monoklonické soustavě typu chloridu strontnatého s prostorovou grupou C2/c (Číslo 15) a parametry mřížky a = 1167,8 pm, b = 641,3 pm, c = 670,5 pm, β = 105,3°.